# Anna Święch
Anna Święch, wcześniej Święch-Zubilewicz (ur. 1 sierpnia 1967) – polska okulistka, profesor nauk medycznych i nauk o zdrowiu. Profesor Katedry Okulistyki Uniwersytetu Medycznego w Lublinie.

## Życiorys
Dyplom lekarski uzyskała z wyróżnieniem w 1992 roku na Akademii Medycznej w Lublinie (obecnie Uniwersytet Medyczny). Doktoryzowała się w 1997 roku na podstawie pracy „Oznaczanie aktywności enzymów antyoksydacyjnych w hodowli komórek śródbłonka rogówki wołowej prowadzonej w środowisku 5% i 20% tlenu”, przygotowanej pod kierunkiem Zbigniewa Zagórskiego. Habilitowała się w 2013. Swoje prace publikowała w czasopismach krajowych i zagranicznych, m.in. w „Klinice Ocznej" oraz „European Journal of Ophthalmology”.
Członkini Polskiego Towarzystwa Okulistycznego.